# Hans Schirbel
Hans Chunrad Schirbel († nach 1616) war ein Maler des Frühbarock in Danzig.

## Leben und Wirken
Von Hans Chunrad Schirbel ist eine Zeichnung Der heilige Sebastian von 1616 erhalten. Diese entstand in Danzig. Sie ist im Stil der nordostdeutschen Malerei um 1600 mit entfernten Einflüssen des Manierismus aus Haarlem und Prag gestaltet. Es gibt Ähnlichkeiten zu einer Zeichnung von M. Darendt (M. Torant?), der 1605 wahrscheinlich in Preußen (Königsberg?) war.
Über seine Person gibt es keine weiteren Nachrichten, der Name ist in Danzig und Preußen bisher nicht bekannt.